# Tacuarembó Fútbol Club
Tacuarembó Fútbol Club es un equipo de fútbol uruguayo, fundado el 11 de noviembre de 1998 en la ciudad de Tacuarembó, capital del departamento homónimo. A partir de 2023 el club militara en la Segunda División Profesional, tras consagrarse campeón de la Tercera Categoría del Futbol Uruguayo en 2022. Siendo el actual ganador del torneo competencia de segunda división profesional.
Es el equipo del interior que ha estado por más temporadas en Primera División, con 14 temporadas, 13 de ellas consecutivas desde el año 1999 hasta el 2011, cuando se produjo el primer descenso. Luego de disputar 3 años en la Segunda División, vuelve como campeón de la temporada 2013-14 del torneo de Segunda División, para disputar el Campeonato Uruguayo de Fútbol 2014-15 en el cual se dio su segundo descenso tan solo un año más tarde.
Cabe destacar que es el primer equipo del interior en obtener un título oficial en Primera División, al conquistar el Torneo Reclasificatorio de 2004, el cual lo clasificó para la Liguilla Pre-Libertadores de ese mismo año.

## Historia
En el año 1998, la Asociación Uruguaya de Fútbol decidió una reforma de la Liga de Primera División en procura de integrar el fútbol de todo el país (hasta entonces, el fútbol profesional se practicaba solo por equipos de Montevideo, salvo alguna excepción), y a su vez, aprovechar los nuevos estadios generados en distintas ciudades del país para la Copa América 1995. Se realizó una licitación para integrar cuatro equipos del interior directamente a Primera División. Maldonado, Paysandú y Rivera eran firmes candidatas, pero por estas ciudades licitaron clubes ya existentes. Tacuarembó, en cambio, sorprendió con su proyecto que integraba a todos los clubes de la ciudad, formando un club nuevo con la idea de representar a todo el departamento sin distinción, y de esa manera ganó uno de los cupos.
Tacuarembó Fútbol Club fue fundado el 11 de noviembre de 1998, tomó los colores y el diseño del uniforme de la Selección de fútbol de Tacuarembó, hasta ese momento 8 veces campeona de la Copa Nacional de Selecciones del Interior. Esa continuidad permitió al club poseer una gran afición ya desde sus participaciones iniciales. Tacuarembó F.C. debutó en Primera División ingresando directamente por licitación en el año 1999. En el Apertura 1999, fue el equipo que más entradas vendió frente a todos los demás equipos denominados en desarrollo, incluidos los de la capital. Tacuarembó vendió en 6 partidos
como local un promedio de 2400 entradas por partido, un 140% más que los equipos de Montevideo.
Tacuarembó Fútbol Club es el primer equipo del Interior en obtener un título oficial en Primera División de la Asociación Uruguaya de Fútbol el (Torneo Reclasificatorio de 2004). El torneo consistía en una competición reducida de equipos de primera división, ubicados entre el puesto 11 al 18, El conjunto "rojiblanco" finalizaría este torneo sin perder como local y ganado todos los partidos e visitante, llegaría al último partido del mismo, siendo local en un Estadio Raúl Goyenola repleto, contra el conjunto de Rocha, finalizando el encuentro con un empate,que le permitiría al equipo del norte coronarse campeón del Torneo y el cual además lo clasificó para la Liguilla Pre-Libertadores de ese mismo año.
Tacuarembó se mantuvo en la máxima categoría durante 13 temporadas, descendiendo por primera vez en el año 2011.
La gran experiencia obtenida por Tacuarembó F.C. sirvió de inspiración para muchas otras ciudades del interior, que luego formaron sus nuevos equipos procurando los mismos objetivos (por ejemplo: Rocha F.C., Cerro Largo F.C., Salto F.C., Paysandú F.C.).

## Símbolos

### Escudo y bandera
Tanto la bandera como el escudo del club contienen prácticamente el mismo diseño, adaptado a distintos formatos. Se trata de una figura roja con un triángulo invertido blanco, en cuyo interior figura una pelota y la letra "T" en negro, inicial del club. En el escudo, arriba del triángulo hay un rectángulo con las iniciales del club en blanco: "T.F.C.", mientras que en la bandera dice "Tacuarembó" sobre el mencionado triángulo.

## Uniforme

### Uniforme titular
El uniforme de Tacuarembó F.C. es el mismo que utiliza la Selección de fútbol de Tacuarembó. El diseño es muy peculiar, y está inspirado en el escudo del departamento. A lo largo de las temporadas, la camiseta sufrió leves transformaciones, pero siempre respetando al color rojo como principal y el blanco como secundario.
| 1999-Actualidad | 2009/2010 | 2011/2012 |  |

### Uniforme alternativo
El uniforme de alternativa siempre ha sido con un diseño similar al titular, variando el rojo por el color azul. En la temporada 2010-11, el club presentó una alternativa amarilla, con short y medias azules, que son los colores representativos de la ciudad vecina de Paso de los Toros, buscando captar hinchas de esa localidad.
| 2000 | 2009 | 2010/2011 | 2012 | 2013-Actualidad |  |

### Indumentaria y patrocinador
| Período       | Proveedor      | Patrocinador principal                         | Mangas                 | Espalda                |
| ------------- | -------------- | ---------------------------------------------- | ---------------------- | ---------------------- |
| 1999-2000     | Le Coq Sportif | Agencia Central                                |                        | Cofac                  |
| 2001-2005     | Penalty        |                                                |                        |                        |
| 2006          | Mgr Sport      |                                                |                        |                        |
| 2007-2008     | Mgr Sport      | Multicanal                                     |                        |                        |
| 2008-2009     | Mgr Sport      | Cabal Agencia Central                          |                        |                        |
| 2009-2010     | Mgr Sport      | Yumbo Agencia Central                          |                        |                        |
| 2010-2011     | Mgr Sport      | Microsules Agencia Central                     |                        |                        |
| 2011-2012     | Mgr Sport      | Microsules Agencia Central                     |                        |                        |
| 2012-2013     | Mgr Sport      | Multiahorro                                    | Antel                  |                        |
| 2013-2014     | Mgr Sport      | Grupo Agencia CAT                              | Antel                  |                        |
| 2014-2015     | Startabe       | Fiat Grupo Agencia Central Norte               | Antel                  |                        |
| 2016          | Borac          | Tienda el Pochito                              | Antel                  |                        |
| 2016          | Mgr Sport      | Tienda el Pochito Da Pie                       | Antel                  |                        |
| 2017-2019     | Mgr Sport      | Da Pie Grupo Agencia Hotel Carlos Gardel Rumbo | Antel                  | Mundo Pirotécnico      |
| 2020          | KS7            | Castro Mónaco                                  | Antel                  | Mundo Pirotécnico ABus |
| 2021-presente | Mgr Sport      | Castro Mónaco                                  | Mundo Pirotécnico ABus |                        |

## Instalaciones

### Estadio

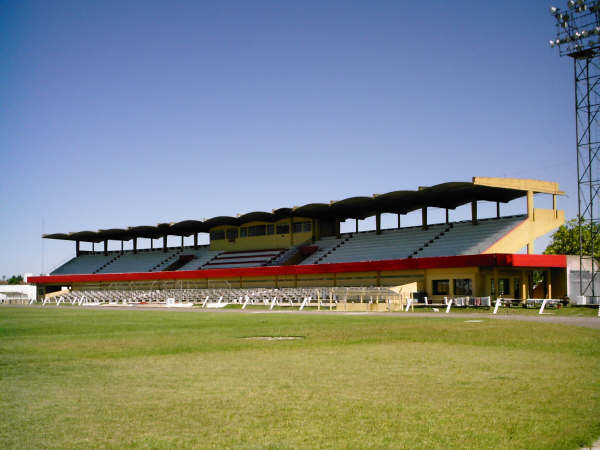
La tribuna principal del estadio es la única que posee techo

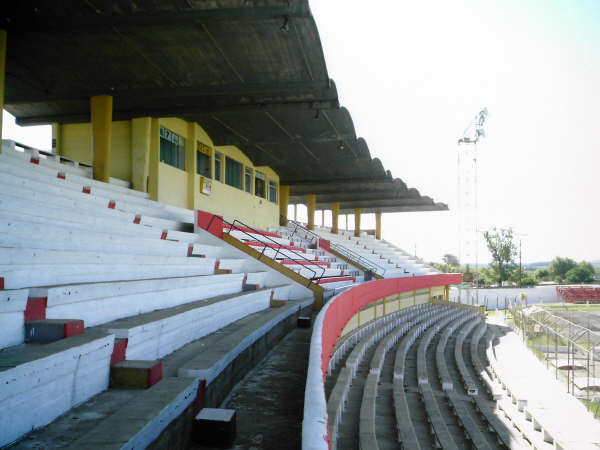
Palcos y cabinas de prensa en la tribuna oficial

El Estadio Ingeniero Raúl Saturnino Goyenola, conocido comúnmente como Raúl Goyenola, es un estadio de Uruguay ubicado en la ciudad de Tacuarembó. Pertenece a la municipalidad de Tacuarembó, pero es cedido al Tacuarembó Fútbol Club para que juegue sus partidos como local por la Segunda División Profesional. En él también se disputan los partidos de la liga local e interdepartamental. 
Fue inaugurado el 18 de mayo de 1955 y tiene una capacidad para 9000 espectadores sentados entre sus cuatro tribunas. Junto al predio del estadio se ubica un Complejo Polideportivo con una edificación de 2500 metros cuadrados.
El estadio tuvo algunas refacciones en los últimos años, que incluyeron el reemplazo de su tablero electrónico por uno más actualizado.

## Hinchada

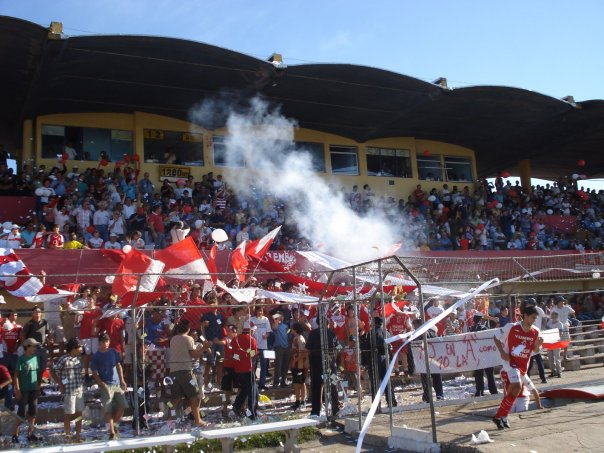
Hinchada de Tacuarembó, recibiendo al equipo

La afición del Tacuarembó Fútbol Club es llamada Lagartos del Norte, La 12, Barra del Placard, La Banda del Pachon o La Banda Ki Ki Ri Bu. Actualmente tiene una fuerte rivalidad con la hinchada del Cerro Largo Fútbol Club, aunque históricamente también tuvo otras rivalidades.
A nivel de ciudades, la rivalidad tradicional (trasladada al fútbol) ha sido con Rivera y Melo. Por ello, en los primeros años del profesionalismo, el club rivalizaba con el equipo Frontera de Rivera, pero este duró pocos años compitiendo en la Asociación.
En el fútbol profesional, forma clásico con el Cerro Largo Fútbol Club,("El Clásico del Norte") rivalidad que nace en los viejos campeonatos del Noreste organizados por OFI y resurge cuando los arachanes asciendien a Primera división en 2008. En la temporada 2008/2009, Tacuarembó se impuso como visitante 1-0 en Melo, luego empataron 1-1 en Tacuarembó. Al año siguiente, fueron ambos triunfos de Tacuarembó (2:1 en Melo y 3:0 en Tacuarembó). 
Por el fútbol profesional, nunca perdió un encuentro contra su tradicional rival.

## Datos estadísticos del club
Datos actualizados hasta la temporada 2025 inclusive.
- Temporadas en Primera División: 14 (1999-2010/11 / 2014/15)
  - Debut: 1999
  - Última participación: 2014-15
  - Mejor puesto: 6.º (2000)
- Temporadas en Segunda División: 12 (2011/12-2013/14 / 2015/16-2020 / 2023-presente)
  - Debut: 2011-12
  - Última participación: 2023
- Temporadas en Tercera División: 2 (2021-2022)
  - Debut: 2021
  - Última participación: 2022

- Goleador histórico:  Aldo Diaz con 147 goles.

## Futbolistas
Desde su fundación en 1998, pasaron por sus filas jugadores destacados como Rubén Acosta, el artiguense Víctor Píriz Alves, Vicente Sánchez (selección uruguaya), Carlos Fernando Navarro Montoya, Nicolás Nicolay, Horacio Erpen, Luis Cor, Jorge Moncechi, Darwin Quintana, Gonzalo Goyen, Amaranto Abascal, Adrean Acosta, Delmar Escoto, Perico Zaballa, Coco Nicanor Leal, Guillermo Almada, Gastón Colmán y el isabelino Aldo Díaz, ídolo y goleador histórico del club.

### Plantel 2018/19
- = Capitán.
- = Lesionado de gravedad.
- = Lesionado leve.

## Palmarés

### Torneos Nacionales (4)
| Organizados por AUF                        | Organizados por AUF | Organizados por AUF | Organizados por AUF |
| Competición nacional                       | Títulos             | Subcampeonatos      |                     |
| ------------------------------------------ | ------------------- | ------------------- | ------------------- |
| Torneo Reclasificatorio (1)                | 2004                |                     |                     |
| Segunda División de Uruguay (1):           | 2013-14             |                     |                     |
| Torneo Competencia de Segunda División (1) | 2025                |                     |                     |
| Tercera División de Uruguay (1)            | 2022                |                     |                     |
| Supercopa de Clubes AUF-OFI (0/1)          |                     | 2022                |                     |

#### Torneos amistosos (3)
- Copa Ciudad de Rivera (1): 2010
- Torneo Cuadrangular de San José (1): 2011
- Copa Carlos Gardel (1): 2024